# مقاطعة فاونتن (إنديانا)
مقاطعة فاونتن (بالإنجليزية: Fountain County, Indiana)‏ هي إحدى مقاطعات ولاية إنديانا في الولايات المتحدة. تأسست سنة 1826، بلغ عدد سكانها 17240 نسمة في عام 2010 حسب إحصاء مكتب تعداد الولايات المتحدة وتصل الكثافة السكانية فيها 16.82 نسمة/كم2.

## معرض صور

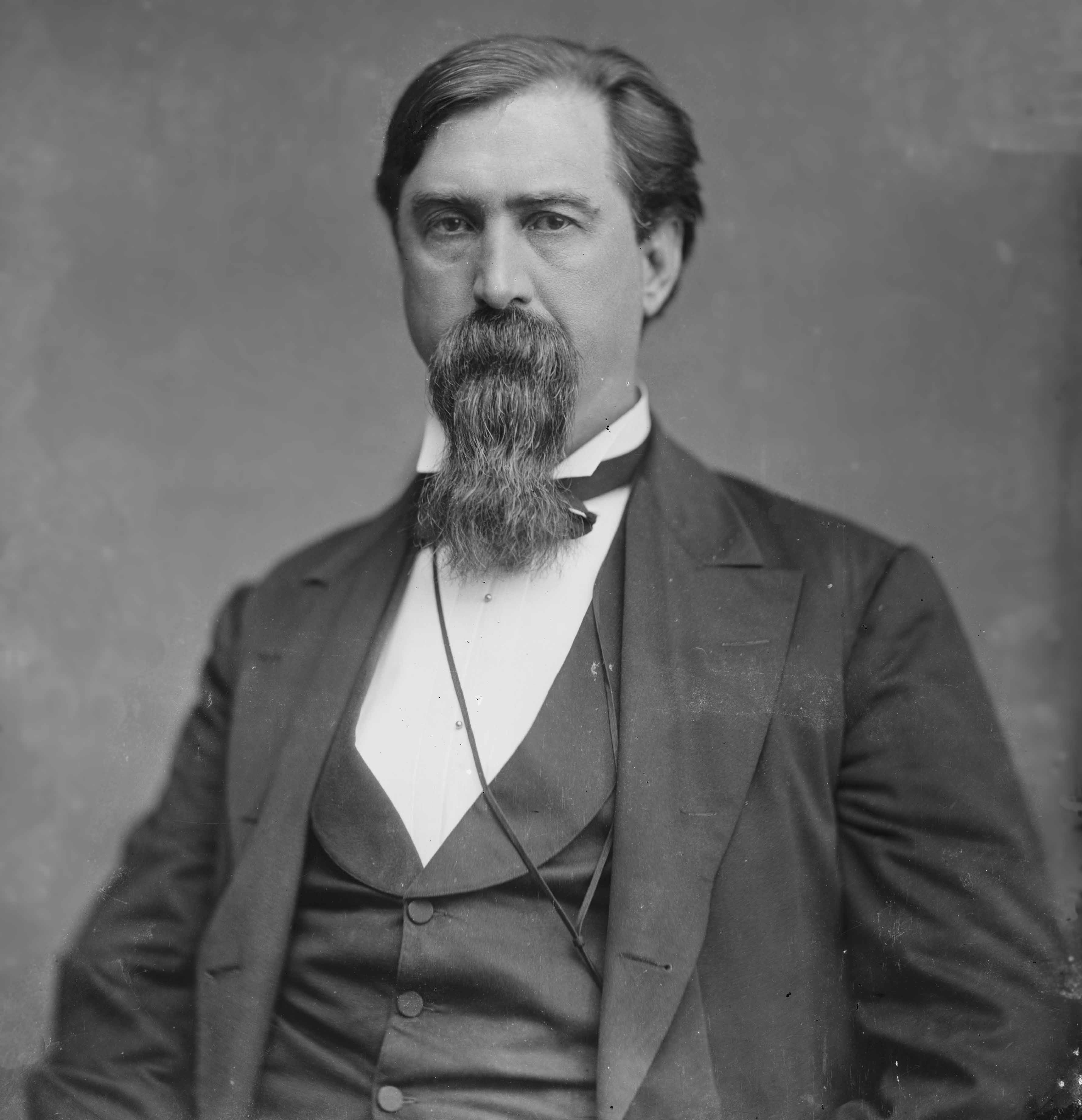
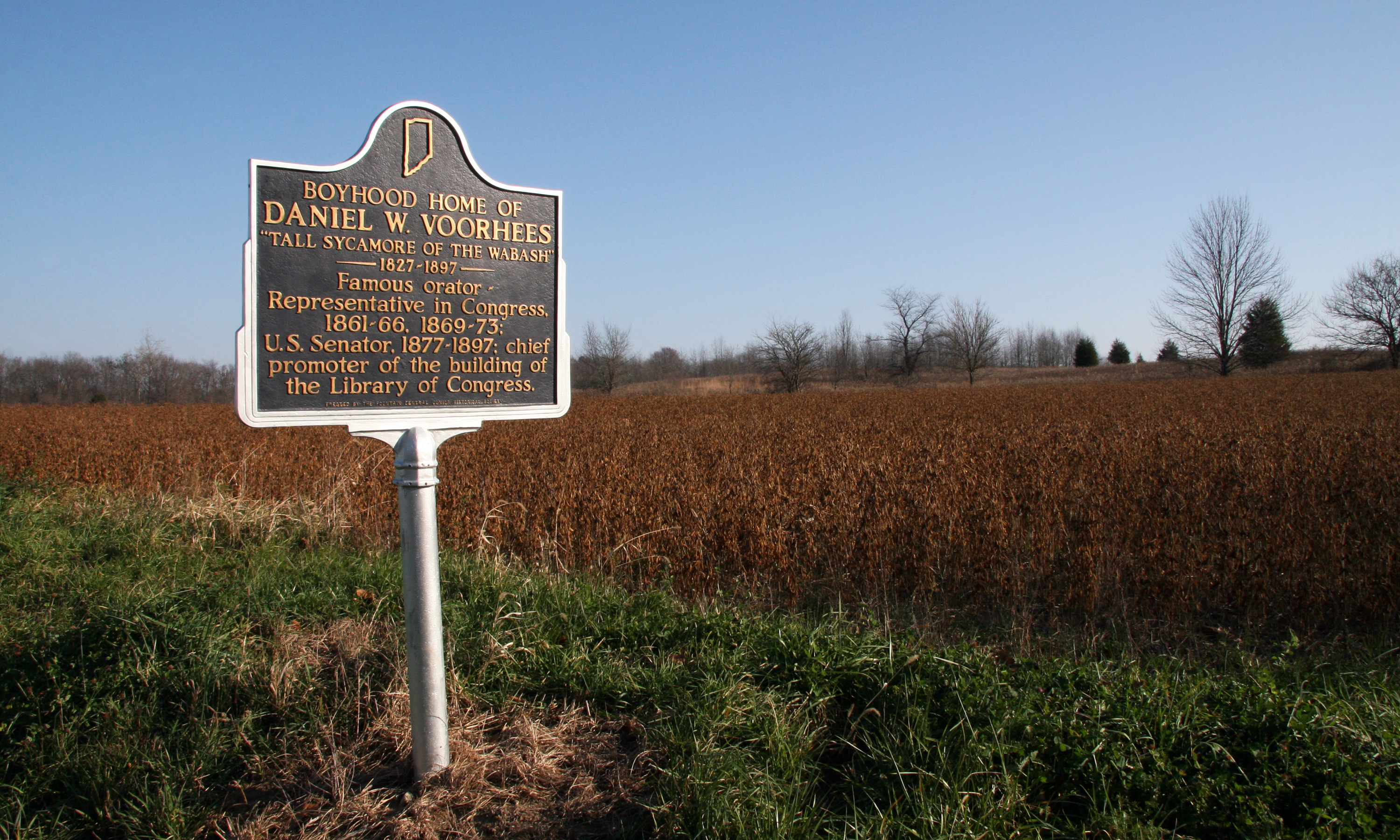
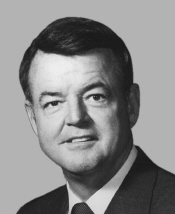

## وصلات خارجية
- www.co.fountain.in.us
- United States Counties